# Samostan Montserrat
Samostan Montserrat, punim imenom Santa Maria de Montserrat (španjolski: Monasterio de Montserrat) je benediktinska opatija, koja se nalazi na planini Montserrat, u Kataloniji u Španjolskoj. Glavno je svetište u Kataloniji.

## Povijest
Samostan je stoljećima bio vjersko i političko središte Katalonije. Prvi spomen datira iz kasnog 9. stoljeća. Godine 1025. osnovan je današnji benediktinski samostan, koji je sagrađen u romaničkom stilu. Na rang opatije uzdignuo ga je 1410. protupapa Benedikt XIII. U 1592. je sagrađena i posvećena nova katedrala izgrađena u renesansnom stilu s elementima gotičke arhitekture. U 1811. samostan je spaljen od strane Napoleonove vojske. Bio je pod ruševinama do 1844. kada je započela obnova i dogradnja, što je trajalo do 1948. godine.

## Samostan
Samostan ima vrijedan kip Crne Gospe od Montserrata. Prema predaji, ovaj su kip pronašli pastiri u gorju Montserrat 808. godine. To čudo je potaklo grofa Barcelone da tamo sagradi samostan.
Unutar samostanskoga kompleksa nalaze se ostatci romaničkoga portala iz 12. stoljeća i gotičkoga klaustra iz 15. stoljeća. U samostanskom okružju nalazi se križni put izrađen početkom 20. stoljeća i špilja s kapelom iz 12. stoljeća.
U opatiji je od ranoga srednjega vijeka djelovala glasovita samostanska škola, posebno poznata po njegovanju duhovne glazbe. Ovdje je i knjižnica koja ima vrlo vrijedne rukopise od kojih su neki među najstarijima na svijetu. Knjižnica ima više od 250 000 knjiga. Uz to postoje i značajne pretpovijesna i egipatska zbirka. U samostanu su brojna umjetnička djela poznatih slikara i kipara, poput El Greca, Salvadora Dalija, Pabla Picassa, Francisca de Zurbarána, Jusepea de Ribere i Caravaggia. Samostan je od 1918. godine imao vlastitu tiskaru.
Samostan je pohodio i sveti Ignacije Lojolski, a danas je poznato hodočasničko i turističko odredište.

## Vanjsek poveznice
Mrežna mjesta
- Abadia de Montserrat, službene stranice benediktinske opatije